# Friedrich-Wilhelm Kiel
Friedrich-Wilhelm Kiel (Berlijn, 17 mei 1934 – 4 april 2022) was een Duits politicus voor de Freie Demokratische Partei.
Hij studeerde in Karlsruhe aan het Karlsruher Institut für Technologie natuurkunde, wiskunde en sport. Daarna ging hij de politiek in bij de Freie Demokratische Partei.
Later werd hij was burgemeester van Pforzheim en Fellbach van 1976 tot 2000 en lid van de Landstag van Baden-Württemberg in 1992-2001.
- Gemeinsame Normdatei: 123470587
- Virtual International Authority File: 10754976
- WorldCat: E39PBJvxvgWdRDQdP7RT9Xmcfq